# Гипрококс
ГИПРОКОКС (укр. Державне підприємство «Державний інститут по проектуванню підприємств коксохімічної промисловості» (ДП «ГИПРОКОКС»), eng. State enterprise "State institute for designing enterprises of coke oven and by-product plants" (SE "GIPROKOKS"), рус. Государственное предприятие “Государственный институт по проектированию предприятий коксохимической промышленности” (ГП “ГИПРОКОКС”)) - украинская инжиниринговая компания, специализирующаяся на проектировании, реконструкции и строительстве коксохимических предприятий.
Уполномоченный орган управления — Министерство экономики Украины.
ГП «ГИПРОКОКС» разрабатывает научно-техническую продукцию комплексно, в целом по всем разделам проекта: технологическому, строительному, санитарно-техническому, водоснабжению и коммуникациям, энергосбережению, автоматизации и контролю производственного процесса, генеральному плану, транспорту и другим.
ГП «ГИПРОКОКС» входит в Перечень объектов государственной собственности, имеющих стратегическое значение для экономики и безопасности государства, утверждённый постановлением Кабинета Министров Украины от 04.03.2015 № 83.
ГИПРОКОКС является основным по проектированию предприятий коксохимической промышленности.
ГП «ГИПРОКОКС» в соответствии с п.16 ст.1 Закона Украины «О научной и научно-технической деятельности» от 26.11.2015 No 848-VIII является научным учреждением.
ГП «ГИПРОКОКС» имеет свидетельство Министерства образования и науки Украины о государственной аттестации научного учреждения в соответствии с Законом Украины «О научной и научно-технической деятельности» и Порядком проведения государственной аттестации научных учреждений.
На предприятии внедрена и сертифицирована в национальной системе «УкрСЕПРО» и в Международном обществе «Lloyd's Register» система управления качеством выполнения проектной документации в соответствии с требованиями международных стандартов серии ISO-9001.

## История
ГП "ГИПРОКОКС" начинает свою историю с создания в 1929 году организации «Коксобуд» с местоположением в г. Харьков. Через год, в результате объединения «Коксобуд» с трестом «Коксобензол», проектная часть «Коксобуд» была преобразована в отдельную организацию — проектный институт под названием «ГИПРОКОКС».
Гипрококсу было поручено координацию всей технической политики в масштабах коксохимической отрасли СССР.
1932 — была разработана конструкция печей ГИПРОКОКС ПК-1 из динасового огнеупорного материала, который производился отечественными заводами.
1933—1940 — в предвоенное время по проектам ГИПРОКОКС были построены 15 новых коксохимических предприятий, включая Запорожский (1934), Криворожский (1936), Мариупольский (1935), Новоенакиевский, Губахинский коксохимические заводы, коксохимическое производство Нижнетагильского меткомбината. Была построена вторая очередь Горловского, Рутченковского, Алчевского, Днепродзержинского и Днепропетровского коксохимических заводов. Реконструирован Ленинградский коксогазовый завод (1935). Разработана конструкция коксовых печей с парными вертикалями и рециркуляцией продуктов сгорания (1936—1938).
До 1941 года по проектам ГИПРОКОКС было введено в эксплуатацию 18 коксохимических предприятий.
1941 год — из-за военных действий ГИПРОКОКС был эвакуирован на Урал (г. Губаха) и позже переведен в г. Свердловск (Екатеринбург).
Во времена войны 1941—1945 по проектам ГИПРОКОКС на востоке бывшего СССР было построено 13 новых коксовых батарей. В 1943—1945 годах ГИПРОКОКС разработал проекты по восстановлению всех коксохимических заводов Донбасса и Приднепровья; в 1944 году ГИПРОКОКС был эвакуирован в г. Харьков.
Каждый послевоенный год вводились в действие 6-7 коксовых батарей с полным комплексом углеподготовительных, газоочистительных и перерабатывающих химических цехов.
В 1946—1947 годах была разработана конструкция печей с реверсивными каналами, двумя корнюмами, с рециркуляцией и без рециркуляции продуктов сгорания, которые получили название печей системы ПК-2К и ПК-2К с рециркуляцией. В этих печах достигнуты дальнейшие усовершенствования показателей равномерности обогрева, качества кокса, затрат тепла и пр.
В 1948—1949 годах был введен в эксплуатацию Норильский коксохимический завод; Утверждена инструкция по одновременному проектированию типовых коксохимических заводов.
В 1950—1959 годах на Всесоюзном совете коксовиков были утверждены проекты коксовых печей системы ПК-2К и ПВР с объемом камеры коксования 21,6 м3 как стандартные конструкции; на Ясиновском коксохимическом заводе введена в эксплуатацию исследовательско-промышленная установка по обогащению угля в тяжелых средах и коксовые батареи с печными камерами 30 м3, нижним подводом и регулированием печных газов и воздуха с рециркуляцией продуктов сгорания; на Нижнетагильском металлургическом комбинате — исследовательско-промышленная установка селективного измельчения зарядки; Создано Сибирское отделение ГИПРОКОКС в г. Новокузнецке; на Харьковском коксохимическом заводе построена исследовательская установка по производству формованного металлургического кокса. На Череповецком металлургическом заводе введена в эксплуатацию исследовательско-промышленная установка сухого тушения кокса (УСТК) производительностью 35 т/час; В 1953 году был введен в эксплуатацию первый зарубежный объект по проекту ГИПРОКОКС — завод в городе Аньшань, Китай. Во второй половине 50-х были разработаны проекты крупных коксохимических комплексов для ряда иностранных стран: Венгрии, Египта, Индии, Китая, Польши, Румынии и др., а также ГИПРОКОКС помогал в подготовке специалистов-коксохимиков и создании инжиниринговых компаний ряда стран (Индия, Китай, Польша, Чехия и другие).
1960—1969 — запущен в эксплуатацию Авдеевский коксохимический завод, принята в работу первая батарея большевместительных печей объёмом 30,3 м^3 с нижним подводом коксового газа и безсатураторная установка улавливания аммиака и пиримидиновых основ; введена в строй промышленная УСГК на Череповецком металлургическом заводе и запущена в эксплуатацию установка получения электродного пекового кокса с сухим гашением и прокалыванием.
1970—1978 — создана и запущена в эксплуатацию первая коксовая батарея с печными камерами 41,6 м^3 Западно-Сибирского металлургического комбината производительностью 1 млн т кокса в год; на Нижнетагильском меткомбинате принята в работу установка выборочного измельчения зарядки с отделением мелких классов угля в «кипящем слое»; 25 июля 1979 — ГИПРОКОКС награждён орденом Трудового Красного Знамени.
1980—1990 — введены в эксплуатацию батареи № 1—4 Алтайского коксохимического завода, батареи оборудованы УСГК с камерами емкостью 70 т / час; на Западно-Сибирском металлургическом комбинате построена опытно-промышленная установка термической подготовки зарядки; на Коммунарском коксохимическом заводе впервые построена установка безпылевой выдачи кокса; разработан проект коксовой батареи с камерами объемом 51 м^3; на Криворожском коксохимическом заводе принята в эксплуатацию установка частичного брикетирования зарядки. Отделился Сибгипрококс ( В 2001 присоединен к ВУХИНу).
1991—2009 — на ОАО «Алчевскийкокс» построен комплекс коксовой батареи № 9-бис (1993) и коксовая батарея № 10-бис (2006 г.) с технологией трамбования угольной зарядки производительностью 1000 тыс. т кокса в год, с УСТК (3 блока × 70 т/час) — за эту работу в 2009 году специалистам ГИПРОКОКС присуждена Государственная премия в области науки и техники; реконструкция коксовых батарей № 3, 4 ПАО «АрселорМиттал Кривой Рог» с реконструкцией цеха улавливания; проектирование и контроль строительства установок улавливания сероводорода моноэтаноламиновым методом до 0,5 мг/м^3 на Тайваньском МК (КНР).
2010—2020 — строительство коксовой батареи № 1 бис / № 4 бис с трамбованием шихты на заводе Czestochowa Nowa Sp.z.o.o (Польша); реконструкция коксовых батарей № 5 — 8, а также проектирование и ввод в эксплуатацию коксовой батареи № 11 и блока УСТК на заводе en:Bhilai Steel Plant (Индия); проектирование и ввод в эксплуатацию коксовой батареи № 11 и 4 блоков УСГК на заводе en:IISCO Steel Plant (Индия); проектирование и строительство коксовой батареи № 3 с реконструкцией цеха улавливания на заводе компании en:USIMINAS (Бразилия); выполнен базовый и детальный инжиниринг реконструкции коксовых батарей № 3 и № 4 ILVA Taranto Works, Италия. С использованием технологии трамбования угольной шихты по проектам ГП «ГИПРОКОКС» построены и введены в эксплуатацию коксовые батареи: № 5-6 — на ПАО «АрселорМиттал Кривой Рог» (2017—2018).

## Направления деятельности
ГП «ГИПРОКОКС» выполняет проектно-конструкторские работы по следующим основным направлениям: Подготовка угля, Коксохимическое производство, Коксовые батареи для коксования трамбованной угольной шихты, Установка сухого гашения кокса, Химическое производство, Генеральный план и транспорт, Разработка 3D-плана, Архитектура и строительство, Теплоэнергетика, Электротехника, Автоматизированные системы управления, Защита атмосферного воздуха, Защита водной среды, Переработка углеродсодержащего сырья.

## География инжиниринга
По собственным сведениям, Гипрококс разработал проекты для коксохимических объектов в 26 из 46 стран-производителей кокса. Это коксохимические комплексы в Украине, Финляндии, Венгрии, России, Китае, Индии, Пакистане, Египте и других. Всего по проектам Гипрококс, по собственным данным, в мире построено 70 коксохимических заводов и производств: в Европе — 28, в том числе в Украине - 14, в Южной Америке — 2, в Африке — 1, в Азии — 17. 400 комплексов коксовых батарей и химических цехов с производственной мощностью более 200 млн тонн кокса в год.

## Справочник коксохимика
Предприятие «ГИПРОКОКС» издало «Справочник коксохимика» в 6 томах (над созданием справочника работали 75 авторов и 30 редакторов.[значимость факта?]

## Руководители предприятия «ГИПРОКОКС»
Васильев Николай Иванович (с сентября 1930 — сентябрь 1932 гг.)
Соловьев Иван Федорович (1932—1933 гг.)
Хромченко Моисей Ефимович (1933—1935 гг.)
Бучаловский Иван Тимофеевич (1935—1937 гг.)
Нефедов Сергей Фотиевич (1937-1939 гг.)
Залесский Николай Федорович (1939—1944 гг.)
Молодцов Иван Георгиевич (1944—1963 гг.)
Царев Михаил Никифорович (1963—1973 гг.)
Силка Адольф Николаевич (1973—1985 гг.)
Успенский Сергей Константинович (1985—1994 гг.)
Рудика Виктор Иванович (1994 год — 2022)